# Miloš Hruška
Miloš Hruška (6. listopadu 1924 Bratislava – 22. června 1997 Sedloňov) byl český výtvarný pedagog a akademický sochař, malíř a restaurátor, původem ze Slovenska, v letech 1954–1994 pedagog výtvarného klubu v Příbrami, kde vyučoval malbu a sochařství. Po ukončení studií žil na volné noze a věnoval se malbě a restaurování, od roku 1966 se věnoval převážně sochařské tvorbě. Jeho manželka byla malířka a učitelka akad. mal. Helena Slavíková Hrušková (1924–2023).

## Životopis

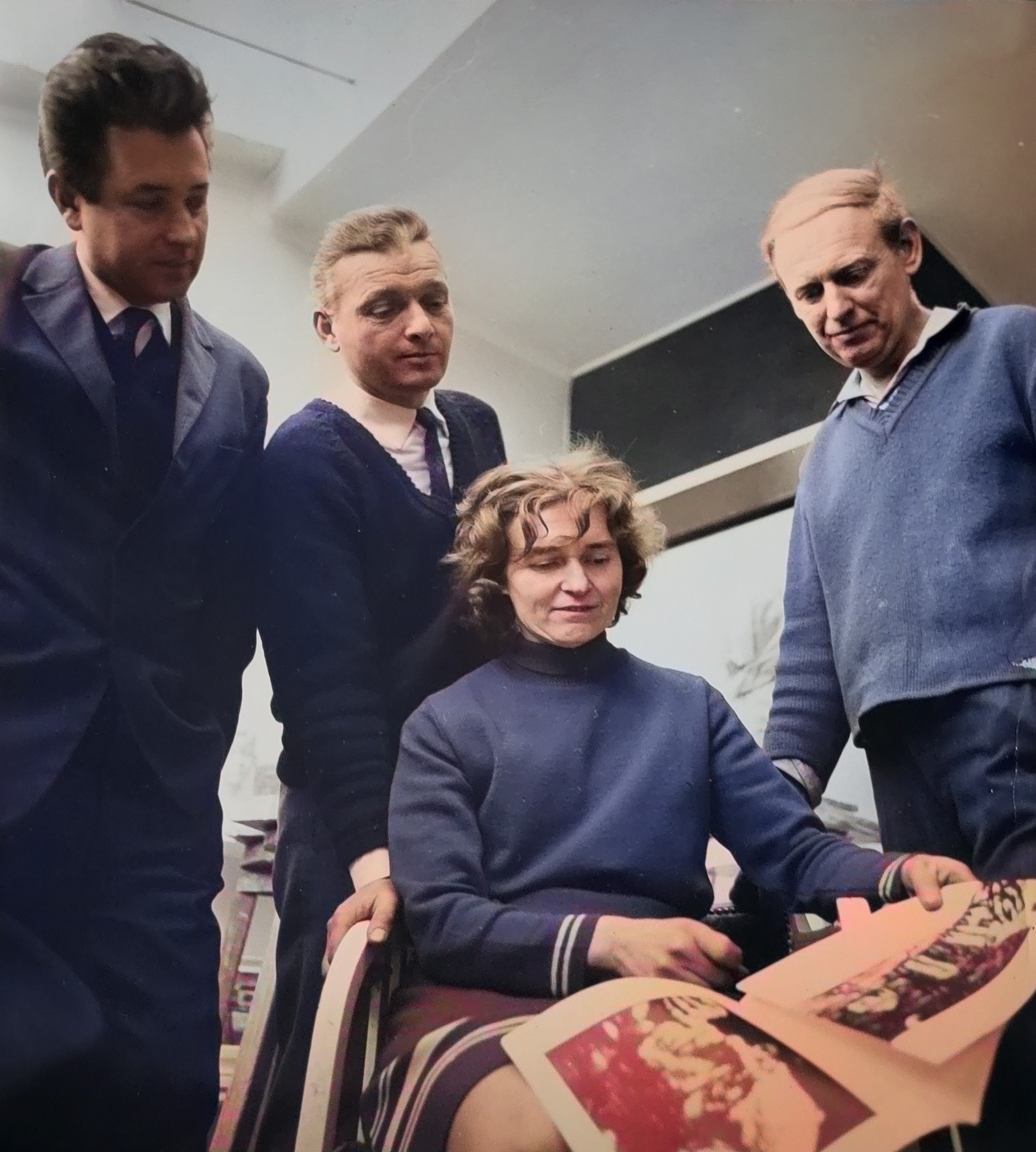
Helena Hrušková s manželem Milošem Hruškou (vpravo) a přáteli (Pankrác uprostřed)

- 1953 – po dvouleté vojenské prezenční službě se usazuje v Praze
- 1968 – Cesta do Bulharska a Rakouska. Umístění pamětní desky Mariny Alšové. Trvalý návrat ke kameni – sochařství
- 1969 – Vznik prvních volných plastik (milenců, dívčích postav), realizace alegoricé sochy pro rodinou hrobku spisovatele K.J. Beneše v Rožmitále pod Třemšínem.
- II. Pražský salón – účastní se sochami i obrazy (Dům u Hybernů)
- Výstava v Hradci Králové (Dům umělců) spolu s manželkou Helenou Slavíkovou,  M. Pangrácem, J. Mádlem.
- 1970 – Cesta do SSSR a Itálie
- 1971 – Samostatná výstava v Příbrami, skupinová výstava praských umělců – České Budějovice[1]

## Dílo
- 1972 socha Milenci pod kabátem v Mánesovo ulici v Příbrami
- 1973 socha Milenci v parku Zátiší v ulici K Zátiší v Příbrami
- 1977 busta generálmajora Tesaříka v Jiráskových sadech v Příbrami

## Výstavy
- 1982 (červenec) – Petr Hana, obrazy a Miloš Hruška, plastiky, Galerie Zlatá ulička, Pražský Hrad, Praha.
- 2011 – Výstava příbramských výtvarníků : Geisler Stanislav : Hruška Miloš, Galerie v Potoční, Příbram

## Galerie

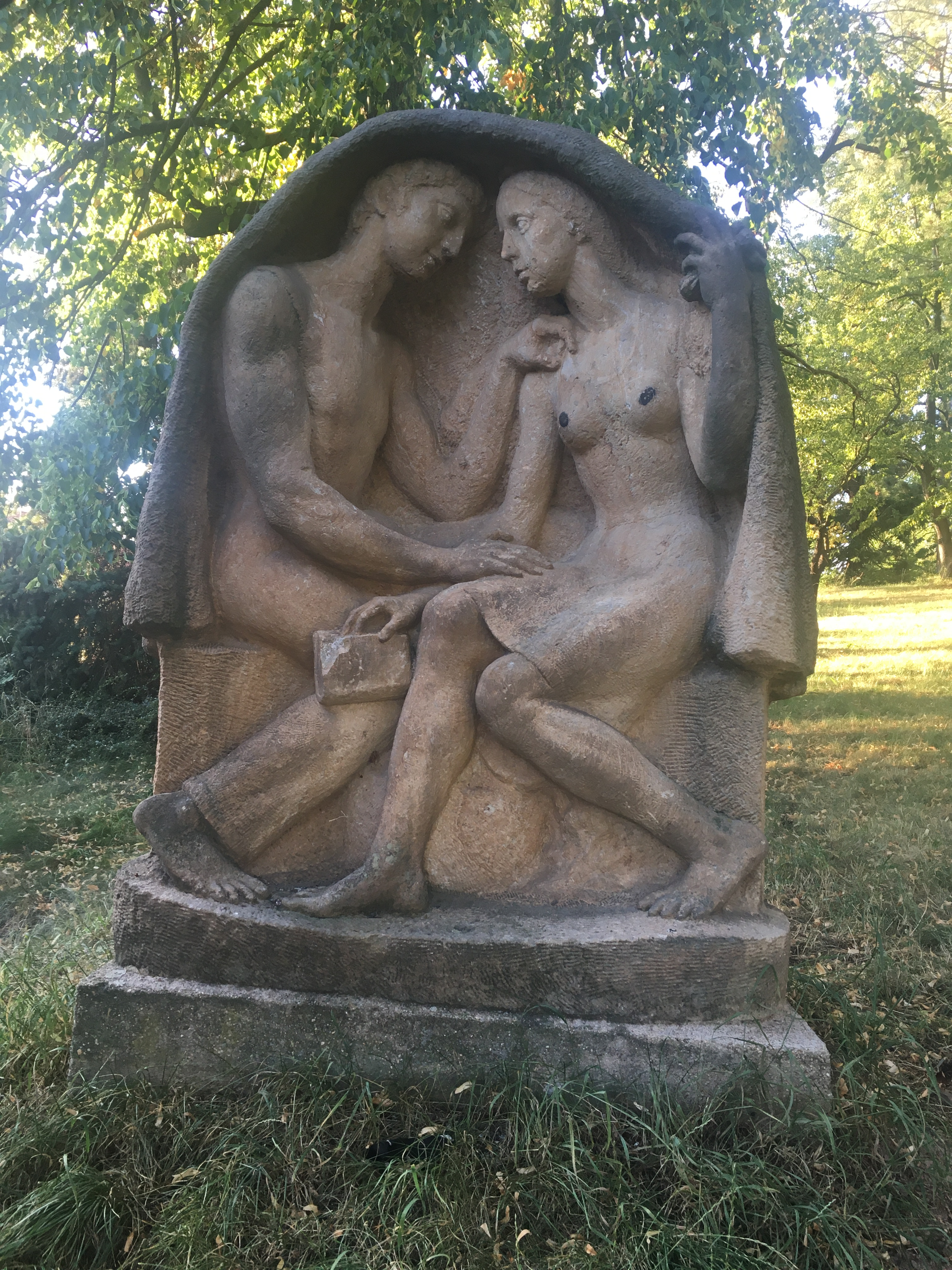
Milenci pod kabátem v Příbrami
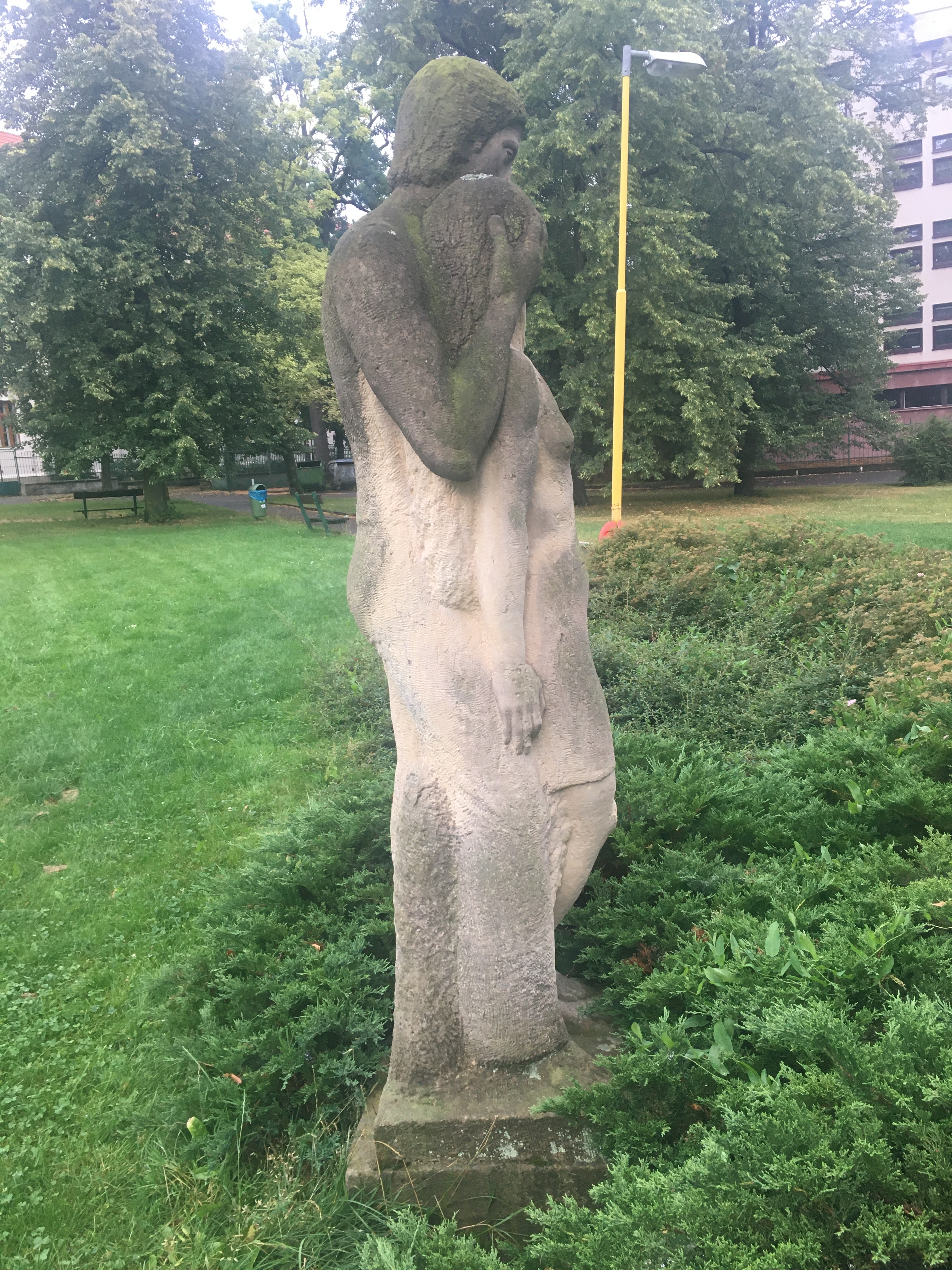
Milenci v příbramském parku Zátiší
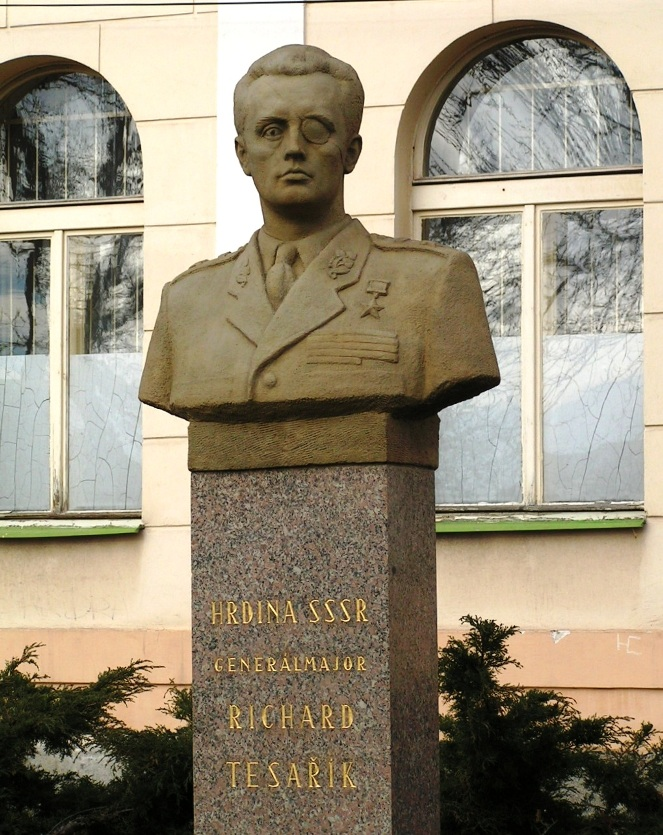
Busta generálmajora Tesaříka v Příbrami
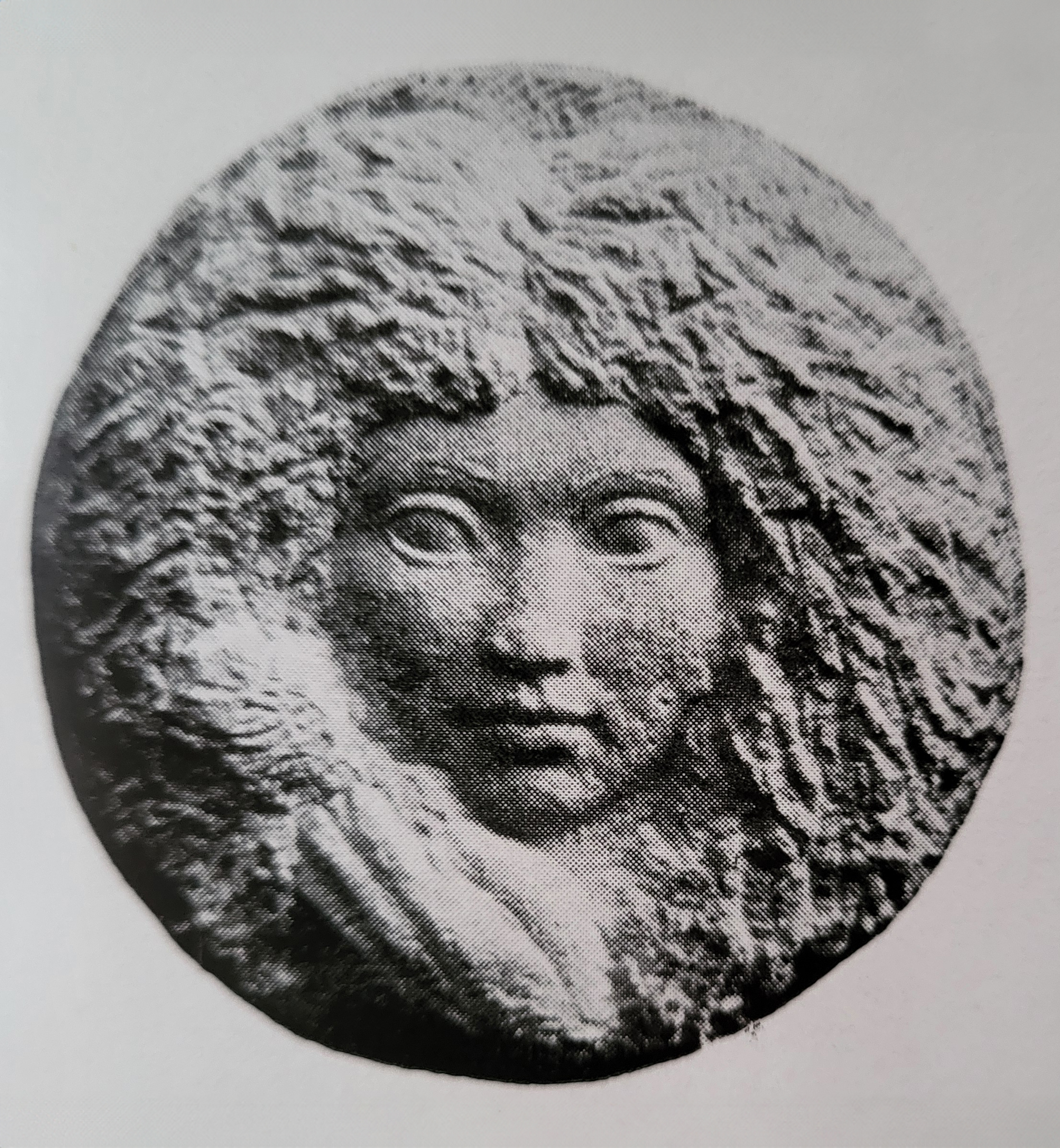
Dívka s růží, Reliéf, Miloš Hruška 1976